# ثمام
الثمام (وتعرف بعض أنواعه بالدخن) واسمه العلمي (باللاتينية: Panicum) جنس نباتي عشبي ينتمي إلى الفصيلة النجيلية. يضم حوالي 450 نوعًا من النباتات التي تنمو في المناطق المدارية أهمها بعض أنواع الدخن.

## من أنواعهالواطنةفيالوطن العربي
- الثمام الزاحف (باللاتينية: Panicum repens) في بلاد الشام ومصر والمغرب العربي وحوض المتوسط
- الثمام المنتفخ (باللاتينية: Panicum turgidum) في بلاد الشام ومصر والمغرب العربي وقبرص
- الثمام الملون (باللاتينية: Panicum coloratum) في مصر ودخيل في بلاد الشام
- الثمام الشائع (باللاتينية: Panicum miliaceum)

## من أنواعه الأخرى
- الثمام الألفي (باللاتينية: Panicum miliaceum) دخيل في بلاد الشام والمغرب العربي وأوروبا
- الثمام الأجرد (باللاتينية: Panicum muticum)
- الثمام الإسباني (باللاتينية: Panicum hispanicum)
- الثمام الإيطالي (باللاتينية: Panicum italicum)
- الثمام الترياقي (باللاتينية: Panicum antidotale) دخيل في بلاد الشام والمغرب العربي وبعض مناطق أوروبا
- ثمام ثنائي تفرع الأزهار (باللاتينية: Panicum dichotomiflorum)
- الثمام السومطري (باللاتينية: Panicum sumatrense)
- الثمام الشعري (باللاتينية: Panicum capillare) دخيل في بلاد الشام والمغرب العربي وأوروبا
- الثمام العصوي (باللاتينية: Panicum virgatum)
- الثمام المتفرع (باللاتينية: Panicum ramosum)
- الثمام المعروف (باللاتينية: Panicum miliare)
- دخن سومطري (باللاتينية: Panicum sumatrense)